# Clémentine Delauney
Clémentine Delauney (née le 11 février 1987) est une chanteuse soprano française originaire de Lyon. Elle chante depuis 2013 au sein du groupe Visions of Atlantis, après avoir été membre des groupes Whyzdom et Serenity.

## Biographie
Elle commence le piano à l'âge de neuf ans et suit aussi des cours de chant pendant son enfance.
Elle explique dans une entrevue en 2023 avoir découvert le metal avec les groupes Evanescence et Nightwish.

## Carrière
Elle était auparavant la chanteuse du groupe de metal philharmonique français Whyzdom de fin 2010 à début 2012 ainsi que Serenity (2012-2015).
Elle rejoint Visions of Atlantis (power metal symphonique) en 2013 et Melted Space (opéra métal).

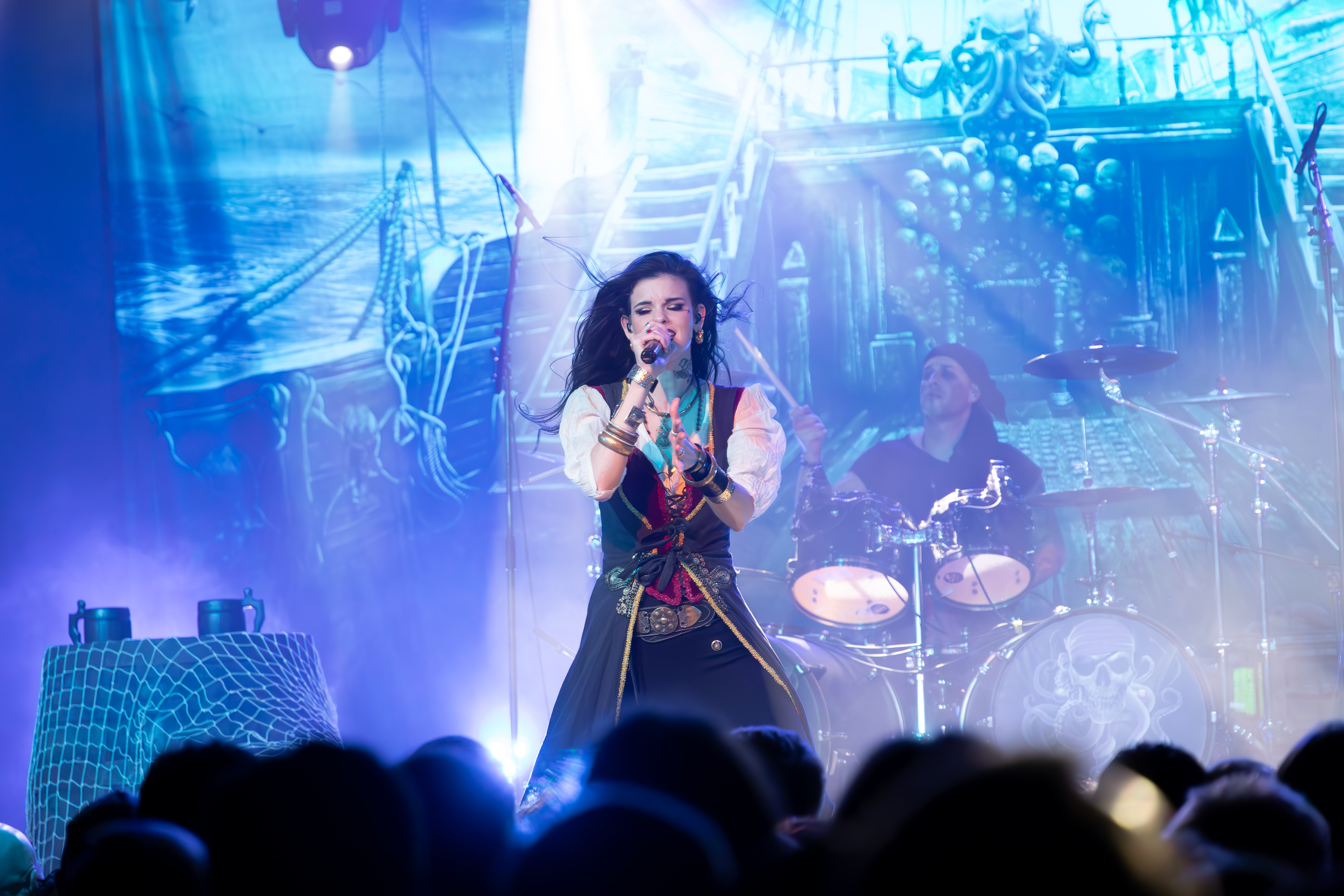
Clémentine Delauney avec Visions of Atlantis en concert au Lindau 2023

En 2017, Clémentine a formé le groupe Exit Eden avec trois autres chanteuses de la scène rock / metal : Amanda Somerville (Avantasia, Trillium, HDK), Marina La Torraca (qui a remplacé Amanda dans certains spectacles de la saison des festivals de la tournée mondiale d’Avantasia 2016) et la nouvelle venue, Anna Brunner. Le groupe a été conçu dans le but "de montrer au monde que presque toutes les chansons classiques peuvent être transformées en une solide chanson Metal-Rock", un concept similaire à celui des Northern Kings de Finlande. La bande son de leur premier album intitulé Rhapsodies in Black contient quelques succès pop tels que Frozen de Madonna, Skyfall de Adele et Lady Gaga. La date de sortie était le 4 août 2017 via Napalm Records dans le monde entier et via Starwatch en Allemagne, en Suisse et en Autriche.
Elle fait partie de Sounds like hell qui organise 20 à 25 concerts de métal par an dans l'agglomération lyonnaise.

## Engagements
Elle est végan et vise à ce que l'organisation des concerts ait un impact plus faible sur l'environnement.

## Discographie

### Visions of Atlantis
Studio album
- The Deep & the Dark (2018)
- Wanderers (2019)
- Pirates (2022)
- Pirates II - Armada (2024)

Live albums
- The Deep & The Dark Live (2019)
- A Symphonic Journey To Remember (2020)
- Pirates Over Wacken (2023)

EPs
- Old Routes – New Waters (2016)

### Exit Eden
Albums
- Rhapsodies in Black (2017) (Starwatch Entertainment/Napalm Records)
- Femmes Fatales (2024)[6] (Starwatch Entertainment/Napalm Record)

Singles
- Unfaithful (Rihanna cover) (2017) (Starwatch Entertainment/Napalm Records)
- Impossible (Shontelle cover) (2017) (Starwatch Entertainment/Napalm Records)
- Incomplete (Backstreet Boys cover) (2017) (Starwatch Entertainment/Napalm Records)
- Paparazzi (Lady Gaga cover) (2017) (Starwatch Entertainment/Napalm Records)
- A Question of Time (Depeche Mode cover) (2017) (Starwatch Entertainment/Napalm Records)

- Run! (feat. Marko Hietala) (2023) (Napalm Records)
- Separate Ways (Journey cover) (2023) (Napalm Records)
- Femme Fatale (2024) (Napalm Records)
- Désenchantée (Mylène Farmer cover) (2024) (Napalm Records)

### Serenity
Studio albums
- War of Ages (2013)

Singles
- Wings of Madness (2013)

### Guest appearances
- Myrath – Tales of the Sands (2011), chanté sur Under Siege
- Melted Space – The Great Lie (2015)
- Hansen & Friends – XXX – Three Decades in Metal (2016), chanté sur Fire and Ice, Left Behind, All or Nothing et Save Us
- Melted Space – Darkening Light (2018)
- Leaves' Eyes – The Last Viking (2020), chanté sur Black Butterfly
- Tarja – Best of - Living The Dream (2022)
- Serenity – Memoria Live (2022),chanté sur Legacy Of Tudors et Fairytales